# 983
Cette page concerne l'année 983  du calendrier julien. Pour l'année 983 av. J.-C., voir 983 av. J.-C.
L'année 983 est une année commune qui commence un lundi.

## Événements
- Printemps[1] : les Danois reprennent le Schleswig[2] et expulsent vers le Sud les Allemands qui l’occupent.
- 26 mars : mort d’Adhud ad-Dawla à Bagdad. Le royaume buyide se morcèle[3].
- 27 mai : Otton est élu roi des Romains à la Diète de Vérone[4].
- 13 juin : par la Donation de Vérone, Otton II donne le Rheingau à Willigis, archevêque de Mayence[5].

- 29 juin : 

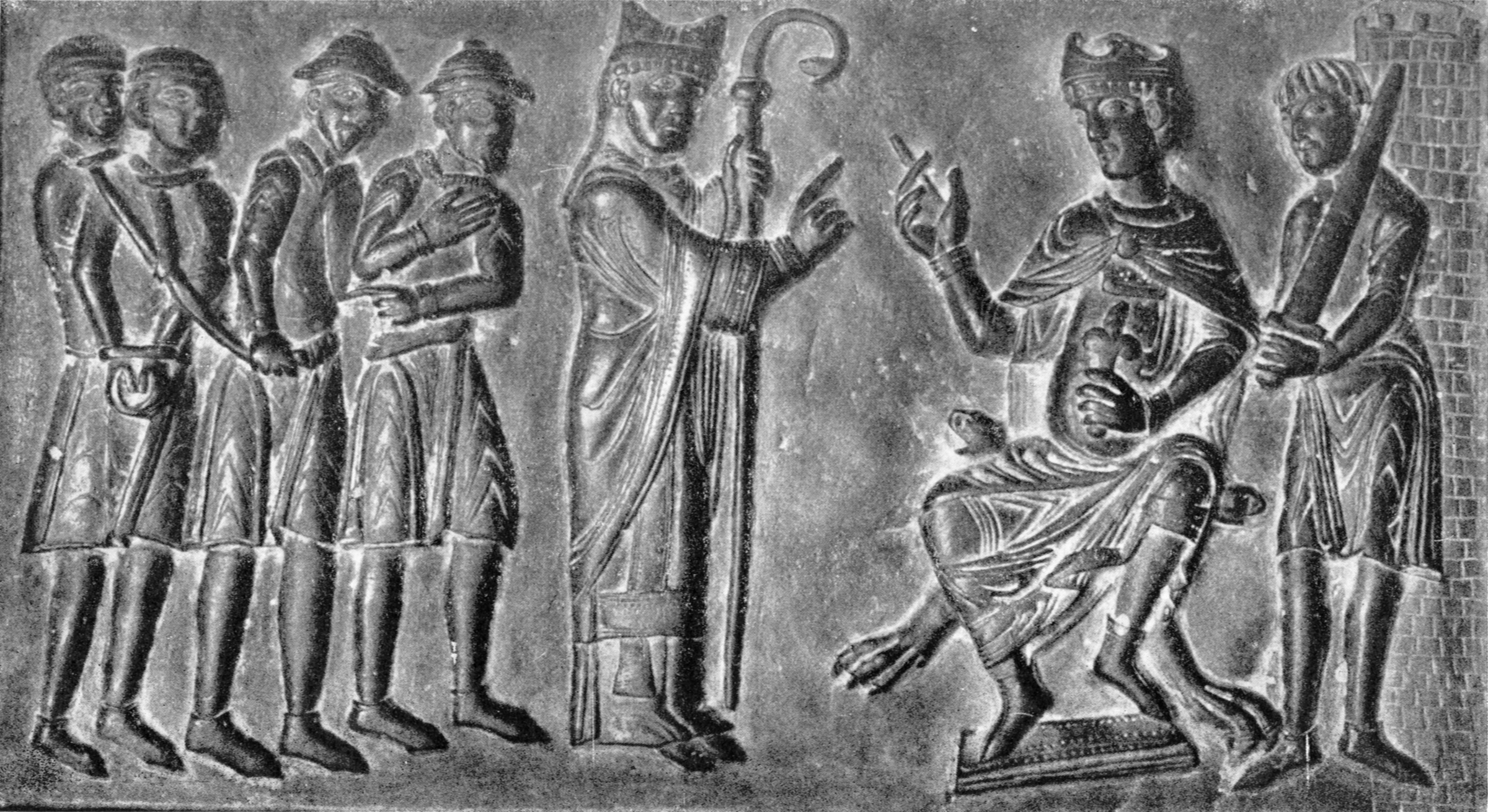
Adalbert de Prague plaide auprès de Boleslav II de Bohême pour la libération des esclaves chrétiens et contre la vente de prisonniers chrétiens aux Juifs et aux païens. Porte de la cathédrale de Gniezno.

  - début d'une révolte slave dans la Marche du Nord contre la christianisation et la domination allemande. Les sièges épiscopaux de Brandebourg (29 juin) et d'Havelberg (2 juillet) sont détruits, le margrave Dietrich d’Haldensleben est démis de ses fonctions[1]. Les Slaves, conduits par le prince obodrite Mistivoï et son frère Mstidrag, se libèrent de la domination allemande entre l'Elbe et l'Oder. La colonisation allemande à l’Est est stoppée jusqu’en 1125. Mieszko Ier de Pologne profite de la révolte slave pour parachever la conquête de la Poméranie occidentale avec le castrum de Stettin (Szczecin) et le littoral de la Baltique[6].
  - Adalbert est consacré évêque de Prague à Vérone par l'archevêque Willigis de Mayence[7].
- Septembre : 
  - Nouvelle expédition du général byzantin Bardas Phocas contre Alep[3].
  - Début du pontificat de Jean XIV (fin en 985)[8].
- 7 décembre : Otton II meurt de la malaria[9]. Son fils n’a que trois ans. Sa mère Theophano et sa grand-mère Adélaïde assurent la régence. Elles lui laissent un empire intact.
- 25 décembre : Otton III est couronné empereur romain germanique à Aix-la-Chapelle (fin en 1002)[9].

- Campagne des Rus' de Kiev contre les Iatvinges (lituaniens)[10]. Les Russes tiennent les voies fluviales du Niémen, du Boug et de la Vistule vers la Baltique.
- Le tsar Samuel Ier de Bulgarie envahit la Thessalie jusqu’aux Thermopyles[11].